# Chaetopyrena hederae-helicis
Chaetopyrena hederae-helicis är en svampart som beskrevs av Savul. & Hulea 1940. Chaetopyrena hederae-helicis ingår i släktet Chaetopyrena, divisionen sporsäcksvampar och riket svampar.   Inga underarter finns listade i Catalogue of Life.